# Palazzo Pretorio (Paganico)
Il Palazzo Pretorio è un edificio storico situato a Paganico, frazione di Civitella Paganico (GR).

## Storia
L'edificio è situato lungo il corso principale del borgo medievale. 
Risale al XIV secolo e fu sede degli uffici della magistratura della Repubblica senese. Fu successivamente residenza dei marchesi Patrizi e successivamente venne chiuso e adibito ad uso privato. Oggi le stanze a pian terreno sono utilizzate ad uso commerciale.

## Descrizione
Il palazzo è interamente costruito in mattoni e presenta alcune aperture ad arco a piano terra. Un tempo sorgevano sulla facciata principale numerose bifore, che sono state murate nell'ultimo secolo e oggi ne sono visibili solo alcune tracce.